# Neele Schuten
Neele Schuten (* 29. Dezember 1999 in Gladbeck) ist eine deutsche Bobfahrerin. Sie begann ihre sportliche Laufbahn als Leichtathletin und kam 2021 zum Bobsport. Als Anschieberin von Laura Nolte gewann sie im Januar 2023 ihr erstes Weltcuprennen und wurde im gleichen Jahr Europameisterin im Zweierbob.

## Karriere

### Karriere als Leichtathletin
Bevor Neele Schuten zum Bobsport wechselte, war sie beim TV Gladbeck 1912 als Leichtathletin aktiv. Sie spezialisierte sich dabei mit zunehmendem Alter auf den Hürdensprint und den Siebenkampf. 2016 wurde Schuten vom DLV nach ansprechenden Leistungen bei vorherigen Deutschen Nachwuchsmeisterschaften für die ersten Leichtathletik-Jugendeuropameisterschaften im georgischen Tiflis nominiert, wo sie bis ins Finale über 400 Meter Hürden kam und dort den 8. Platz belegte. Nach Deutschland zurückgekehrt gewann sie am 31. Juli 2016 bei den Deutschen Jugendmeisterschaften in Mönchengladbach über 400 Meter Hürden den U-18-Meistertitel.
Das Jahr 2017 begann für Schuten mit einer Bronzemedaille über 60 Meter Hürden (U20) und einer Goldmedaille über die 4-mal 200 Meter (U20) mit der Staffel des TV Gladbeck bei den 49. Deutschen Jugend-Hallenmeisterschaften in Sindelfingen. Den Staffelerfolg konnten sie bei den Deutschen Jugendmeisterschaften der U20 am 6. August 2017 in Ulm wiederholen und gewann Gold über die 4-mal 100 Meter mit der Staffel des TV Gladbeck.
Nachdem die Hallensaison 2018 für Schuten keine Medaillen gebracht hatte, startete sie erstmals für ihren Verein bei den deutschen Leichtathletik-Juniorenmeisterschaften (U23) am 1. Juli 2018 im Frankenstadion Heilbronn und belegte im Finale über 200 Meter als jüngste Starterin einen guten vierten Platz. Am 22. Juli des gleichen Jahres startete sie bei den Deutschen Leichtathletik-Meisterschaften 2018 im Max-Morlock-Stadion in Nürnberg und belegte dabei mit der Staffel vom TV Gladbeck, der unter anderem Kira Lipperheide angehörte, in der Endabrechnung den siebten Platz. Nächster Wettkampfhöhepunkt waren bereits eine Woche später die Deutschen U20-Jugendmeisterschaften in Rostock, wo Schuten Gold über die 100 Meter Hürden gewann und damit Deutsche U20-Meisterin wurde. In der Staffel über 4-mal 100 Meter startete sie wieder zusammen mit Kira Lipperheide konnte für die Gladbecker Vertretung die Bronzemedaille gewinnen. Die Saison schloss Schuten am 25. August 2018 mit der Teilnahme an den Deutschen Mehrkampfmeisterschaften in Wesel ab. Dabei gewann im Altersbereich U20 die Silbermedaille im Siebenkampf.
Im Folgejahr 2019 ließ Schuten bereits bei den Deutschen Hallenmeisterschaften am 17. Februar 2019 in Leipzig aufhorchen, bei denen sie über die 200 Meter einen guten vierten Platz bei den Frauen belegte. Diese gute Form bestätigte Schuten am 16. Juni in Wetzlar, als bei den Deutschen Meisterschaften in der Altersklasse U23 den Meistertitel über die 100 Meter Hürden erringen konnte. Der größte Erfolg gelang Neele Schuten bei den Deutschen Leichtathletik-Meisterschaften am 3. August 2019 in Berlin. Dort gewann sie etwas überraschend hinter Cindy Roleder die Silbermedaille über die 100 Meter Hürden.
Nach einem Studienaufenthalt in San Diego und geringerer, coronabedingter Wettkampferfahrung trat Schuten 2021 nochmals bei den Deutschen Meisterschaften in Braunschweig an, wo sie über die 100 Meter Hürden den 8. Platz belegte. Am 26. Juni 2021 konnte Schuten in Koblenz im Stadion Oberwerth ihrer Medaillensammlung noch eine Silbermedaille über 100 Meter Hürden in der Altersklasse U23 hinzufügen, bevor sie auf den Bobsport umsattelte.
Erfolge
Deutsche Meisterschaften
- 2019 Silber über 100 m Hürden

Deutsche U23-Meisterschaften
- 2019 Gold über 100 m Hürden
- 2021 Silber über 100 m Hürden

Deutsche U20-Meisterschaften
- 2017 Bronze 60 m Hürden (Halle)
- 2017 Gold 4 × 200 m (Halle)
- 2017 Gold 4 × 100 m
- 2018 Gold 100 m Hürden
- 2018 Bronze 4 × 100 m
- 2018 Silber Siebenkampf

Deutsche U18-Meisterschaften
- 2016 Gold 400 m Hürden

### Karriere als Bobfahrerin
Nachdem bereits Schutens Vereinskameradinnen Kira Lipperheide und Annika Drazek zur Abteilung Kufe des TV Gladbeck gewechselt waren, schloss sich Neele Schuten im Herbst 2021 wohl auch unter dem Eindruck der Erfolge von Drazek der Trainingsgruppe von Trainer Heiner Preute an.
Bereits am 14. November 2021 wurde Schuten erstmals im zweitklassigen Bob-Europacup als Anschieberin bei Pilotin Anne Lobenstein nominiert, es kam aber zu keinem Start. Am 4. Dezember 2021 erreichte Schuten auf ihrer Hausbahn in Winterberg mit Pilotin Maureen Zimmer mit einem vierten Platz erstmals eine Europacupplatzierung. Am 8. Januar 2022 gewann sie mit der gleichen Pilotin erstmals ein Europacup-Rennen.
In der Saison 2022/23 wurde Schuten nach guten Leistungen bei den zentralen Leistungstests von Bundestrainer Rene Spies als Anschieberin für den Weltcup nominiert. Ihr Debüt gab Schuten am 3. Dezember 2022 in Park City, wo sie mit Pilotin Lisa Buckwitz einen vierten Platz erreichte. Eine Woche später konnte sie wieder mit Lisa Buckwitz als Pilotin die nach einigen Jahren Pause wieder ausgetragenen Anschub-Weltmeisterschaften in Lake Placid gewinnen. Kurz darauf wechselte Schuten in den Bob von Laura Nolte. Mit der Olympiasiegerin von 2022 konnte Schuten am 8. Januar 2023 in Winterberg den ersten Weltcupsieg feiern. Nachdem sie am darauffolgenden Weltcupwochenende in Altenberg durch Lena Neuenecker ersetzt worden war, startete Schuten am 22. Januar 2023 wieder beim Weltcup in Altenberg, der gleichzeitig als Bob-Europameisterschaft gewertet wurde. Mit dem zweiten Platz hinter dem Bob von KaKaillie Humphries wurden Laura Nolte und Neele Schuten erstmal Europameister im Frauen-Zweierbob.
Getragen von diesem Erfolg starteten Nolte/Schuten auch bei der Weltmeisterschaft in St. Moritz. Nach zwei Läufen lag das Team mit Platz 3 hinter den deutschen Bobs von Lisa Buckwitz und Kim Kalicki noch auf Medaillenkurs. Im dritten Lauf ging Nolte volles Risiko und stürzte im Ausgang der Horseshoe-Kurve. Damit zerstob auch für Neele Schuten der Traum von der ersten WM-Medaille.
Die verbliebenen zwei Weltcups in Igls und Sigulda gewann das Duo Nolte/Schuten. Letztlich konnte damit Laura Nolte auch dank der Leistungen von Neele Schute den Weltcup im Zweierbob der Saison 2022/23 gewinnen. Schuten errang mit Nolte 885 von 1697 erreichten Weltcuppunkten.
Für die Saison 2023/24 wurden Schuten erneut für den Weltcup nominiert und konnte als Anschieberin von Laura Nolte gleich den ersten Weltcup in La Plagne gewinnen.

## Erfolge

### Europameisterschaften
- 2023:  Zweierbob mit Pilotin Laura Nolte
- 2024:  Zweierbob mit Pilotin Laura Nolte

### Weltcupsiege
| Nr. | Datum         | Ort            | Bahn                                | Pilotin     |
| --- | ------------- | -------------- | ----------------------------------- | ----------- |
| 1.  | 8. Jan. 2023  | Winterberg     | Veltins-Eisarena                    | Laura Nolte |
| 2.  | 12. Feb. 2023 | Innsbruck-Igls | Olympia Eiskanal Igls               | Laura Nolte |
| 3.  | 19. Feb. 2023 | Sigulda        | Rennrodel- und Bobbahn Sigulda      | Laura Nolte |
| 4.  | 10. Dez. 2023 | La Plagne      | Rennrodel- und Bobbahn La Plagne    | Laura Nolte |
| 5.  | 14. Jan. 2024 | St. Moritz     | Olympia Bob Run St. Moritz–Celerina | Laura Nolte |
| 6.  | 4. Feb. 2024  | Sigulda        | Rennrodel- und Bobbahn Sigulda      | Laura Nolte |

### Europacupsiege
| Nr. | Datum        | Ort            | Bahn                  | Pilotin        |
| --- | ------------ | -------------- | --------------------- | -------------- |
| 1.  | 8. Jan. 2022 | Innsbruck-Igls | Olympia Eiskanal Igls | Maureen Zimmer |

## Privates
Schuten legte im Bildungsgang Allgemeine Hochschulreife/Freizeitsportleiter am Paul-Spiegel-Berufskolleg in Dorsten 2019 ihr Abitur ab. Sie war dort Mitglied einer Projektgruppe, die 2016 am Schülerwettbewerb „Förderturm der Ideen“ der RAG-Stiftung teilnahm. Das Projekt Outdoor-Sportpark in der Stadtmitte von Dorsten gewann 2017 den 1. Platz in der Kategorie „Gute Nachbarschaft“ und wurde mit einem Preisgeld von 50.000 € gewürdigt. 2018 wurde das Projekt in die Tat umgesetzt.
Bereits im Frühjahr 2019 hatte Schuten die Zusage für ein College-Vollstipendium an der San Diego State University erhalten. Dieses nahm sie im Spätsommer 2019 auf, blieb dort wohl aber bedingt durch den Ausbruch der Corona-Pandemie nur bis zum Frühjahr 2020.